# 一石小百合
一石小百合（日语：／ Ichiishi Sayuri，1964年1月1日—），日本女性動畫師、人物設計師。OLM所屬。出身於神奈川縣。

## 來歷、人物
於STUDIO GALLOP（現GALLOP）、Pastel工作後，與湯山邦彥和松原徳弘等人一起成為OLM的創始成員。並負責1997年開播的《神奇寶貝》動畫角色（角色設定）成為代表作。從此以後一直作為主要動畫師積極支援許多OLM作品，包括《神奇寶貝（寶可夢）》系列。
從《神奇寶貝鑽石&珍珠》由山田俊也繼任開始離開常駐團隊，但自2021年起的《寶可夢》系列包括電影版仍間歇性參與。
此外，在《阿嘉莎·克莉絲蒂的名偵探白羅與瑪波》中，她一個人獨自完成設計系列中所有角色（約250人）的工作。

## 參加作品

### 電視動畫
1989年
- 亂馬½ (1989年版)（原畫）

1992年
- 緞帶魔法姬（—1993年，原畫）

1993年
- 劍勇傳說YAIBA（—1994年，作畫監督）

1995年
- 愛天使傳說（—1996年，主要動畫師、作畫監督）
- 宇宙小毛球（—1997年，作畫監督）

1997年
- 神奇寶貝（—2002年，角色設定[1]、作畫監督、原畫）

1999年
- To Heart（原畫）

2000年
- 超夢重現 風雲再起！（角色設定、總作畫監督、作畫監督）

2001年
- 神奇寶貝 雷公雷的傳說（角色設定、總作畫監督、原畫、OP動畫）
- 妙妙魔法屋（—2003年，原畫）
- 宇宙人形17（原畫）

2002年
- 神奇寶貝超世代（—2006年，角色設定、原畫）

2004年
- 阿嘉莎·克莉絲蒂的名偵探白羅與瑪波（—2005年，人物設定）

2005年
- 強殖裝甲加爾巴（—2006年，原畫、OP原畫）
- 不可思議星球的☆雙胞胎公主（—2006年，原畫）

2006年
- 受讚頌者（原畫）
- 怪醫美女RAY THE ANIMATION（原畫）
- 神奇寶貝鑽石&珍珠（—2010年，設計原案、佈局[注 1]）
- 超級機器人大戰OG -Divine Wars-（日语：スーパーロボット大戦OG -ディバイン・ウォーズ-）（第2期ED原畫）
- Gift eternal rainbow（原畫）

2007年
- 帝托拉傳奇（—2008年，作畫監督、原畫、第2期ED作畫）
- 最棒！塔麻可吉！（動畫角色設定）

2009年
- 閃電十一人（—2010年，原畫）
- 塔麻可吉！（—2012年，角色設定[注 2]、總作畫監督補）

2010年
- 神奇寶貝超級願望（—2012年，動畫神奇寶貝設定[注 3]）

2012年
- 閃電十一人GO（特別人物設定、OP原畫、ED原畫）
- 閃電十一人GO 時空之石（特別人物設定）
- 神奇寶貝超級願望 Season 2、Season 2 EpisodeN、Season 2：杰可羅拉冒險（—2013年，動畫神奇寶貝設定[注 3]）
- 塔麻可吉！ Yume Kira Dream（—2013年，角色設定[注 4]）

2013年
- 閃電十一人GO 銀河（特別人物設定、原畫）
- 塔麻可吉！ Miracle Friends（—2014年，角色設定[注 4]）
- 神奇寶貝 THE ORIGIN（原畫）
- 神奇寶貝XY（—2015年，動畫神奇寶貝設定[注 5]、原畫、第2原畫、作畫監督補佐）

2014年
- GO-GO 塔麻可吉！（—2015年，角色設定[注 4]）

2015年
- 你考古嗎？（作畫監督、原畫）
- 見習神仙精靈（—2018年，OP原畫）
- 神奇寶貝 XY&Z（—2016年，動畫神奇寶貝設定[注 5]、作畫監督）

2016年
- 精靈寶可夢 太陽&月亮（—2019年，動畫寶可夢設定[注 6]、作畫監督）

2017年
- 點心大冒險（面部設定）

2019年
- 寶可夢 旅途（—2023年，動畫寶可夢設定[注 7]、作畫監督）

2022年
- 軟軟噗尼寵物小精靈（日语：ぷにるんず）（—2023年，角色設定[2]）
- 寶可夢 遙遠青空（角色設定[注 8]）

2023年
- 寶可夢 地平線（動畫寶可夢設定[注 9]）

2024年
- 軟軟噗尼寵物小精靈 噗尼2（日语：ぷにるんず）（角色設定）

### 電影動畫
1990年
- POKON狸之愉快的西遊記（日语：サンリオアニメフェスティバル）（原畫）

1991年
- 大口仔之龍宮星大探險（日语：サンリオアニメフェスティバル）（原畫）

1995年
- 酷企鵝之我的波吉是世界上最好的（作畫監督）

1998年
- 劇場版 神奇寶貝：超夢的逆襲（角色設定、總作畫監督）

1999年
- 劇場版 神奇寶貝：夢幻之神奇寶貝 洛奇亞爆誕（角色設定、總作畫監督）

2000年
- 劇場版 神奇寶貝：結晶塔的帝王（角色設定、作畫監督）

2001年
- 劇場版 神奇寶貝：雪拉比 穿梭時空的相遇（角色設定、作畫監督）

2002年
- 劇場版 神奇寶貝：水都的守護神 拉帝亞斯和拉帝歐斯（角色設定）

2003年
- 劇場版 神奇寶貝：七夜的許願星 基拉祈（角色設定、原畫）

2004年
- 劇場版 神奇寶貝：裂空的訪問者 代歐奇希斯（角色設定）
- 新暗行御史（佈局、原畫）

2005年
- 劇場版 神奇寶貝：夢幻與波導的勇者 路卡利歐（角色設定）

2006年
- 劇場版 神奇寶貝：蒼海的王子 瑪納霏（角色設定）
- 劇場版 動物之森（角色設定、總作畫監督）

2007年
- 劇場版 神奇寶貝：決戰時空之塔 帝牙盧卡VS帕路奇犽VS達克萊伊（設計工作）
- 劇場版 塔麻可吉：DOKI DOKI！星球大暴走!?（日语：えいがでとーじょー! たまごっち ドキドキ! うちゅーのまいごっち!?）（角色設定、總作畫監督）

2008年
- 劇場版 神奇寶貝：騎拉帝納與冰空的花束 潔咪（角色設定、作畫監督）
- 塔麻可吉：宇宙第一的快樂物語!?（日语：映画! たまごっち うちゅーいちハッピーな物語!?）（角色設定、總作畫監督）

2009年
- 劇場版 神奇寶貝：阿爾宙斯 超克的時空（角色設定、作畫監督）
- 雷頓大冒險：永遠的歌姬（作畫監督[注 10]）

2010年
- 劇場版 神奇寶貝：幻影的霸者 索羅亞克（角色設定、作畫監督）
- 劇場版 閃電十一人：最強軍團王牙來襲（作畫監督）

2011年
- 劇場版 神奇寶貝：比克提尼與黑英雄 捷克羅姆/白英雄 雷希拉姆（角色設定、總作畫監督）
- 劇場版 閃電十一人GO：究極之絆 獅鷲獸（總作畫監督）

2012年
- 劇場版 神奇寶貝：酋雷姆VS聖劍士 凱路迪歐（角色設定、作畫監督、原畫）
  - 美洛耶塔的閃亮音樂會（角色設定、總作畫監督、原畫）

2013年
- 劇場版 神奇寶貝：神速的蓋諾賽克特 超夢覺醒（角色設定、總作畫監督、原畫）
  - 皮卡丘與伊布好朋友（角色設定、總作畫監督）

2014年
- Pokemon the movie XY 破壞之繭與蒂安希（角色設定、原畫）
  - 皮卡丘，這是什麼鑰匙？（角色設定、總作畫監督、原畫）

2015年
- Pokemon the movie XY 光環的超魔神 胡帕（角色設定、原畫）
  - 皮卡丘與神奇寶貝樂隊（角色設定、總作畫監督）
- 劇場版 妖怪手錶：閻魔大王與五個故事喵！（原畫）

2016年
- Pokemon the movie XY&Z 波爾凱尼恩與機關人偶 瑪機雅娜（角色設定、作畫監督、原畫）

2017年
- 劇場版 精靈寶可夢：就決定是你了！（角色設定、總作畫監督）

2020年
- 劇場版 精靈寶可夢：皮卡丘和可可的冒險（皮卡丘作畫監督、原畫、ED原畫）

2024年
- 哆啦A夢：大雄的地球交響樂（原畫）

### OVA
1991年
- IZUMO（作畫監督）
- 人魚之森（人物設定、作畫監督）

1992年
- 潮與虎（—1993年，原畫）

1993年
- 潮與虎CD劇場（人物設定、作畫）

1995年
- 別認輸了！魔劍道（日语：負けるな!魔剣道）（人物設定、作畫監督）

1996年
- 愛天使傳說DX（—1997年，人物設定）

### 網路動畫
2008年
- 塔麻可吉原創動畫（日语：たまごっちオリジナルアニメ）（角色設定）

### 遊戲
2009年
- 閃電十一人2 威脅的侵略者（動畫原畫）

2013年
- 妖怪手錶（動畫角色設定）

### 小說
1997年
- 神奇寶貝 The Animation（日语：ポケットモンスター The Animation）系列（插圖、著：首藤剛志）
  - VOL.1 啟程
  - VOL.2 夥伴

### 其它
2000年
- 橫濱水手助（日语：マリノス君）（橫濱水手吉祥物角色）（角色設定）

## 腳註

## 相關項目
- 日本動畫師列表（日语：アニメ関係者一覧）